# Atlantis (Floride)
Pour les articles homonymes, voir Atlantis.
La ville d’Atlantis est située dans le comté de Palm Beach, dans l’État de Floride, aux États-Unis. Sa population s’élevait à 2 005 habitants lors du recensement de 2010, estimée à 2 122 habitants en 2016.

## Démographie
| 1960 | 1970 | 1980  | 1990  | 2000  | 2010  |
| ---- | ---- | ----- | ----- | ----- | ----- |
| 2    | 425  | 1 325 | 1 653 | 2 005 | 2 005 |

## Source
- (en) Cet article est partiellement ou en totalité issu de l’article de Wikipédia en anglais intitulé « Atlantis, Florida » (voir la liste des auteurs).